# Ronald Wilfred Gurney
Pour les articles homonymes, voir Gurney.
Ronald Wilfred (ou Wilfrid) Gurney (1899 à Cheltenham  en Angleterre - 14 avril 1953 à New York dans l'État de New York)  est un physicien théoricien britannique et élève de recherche de William Lawrence Bragg à l'Université Victoria de Manchester pendant les années 1920 et 1930, travailla ensuite à l'Université de Bristol pendant les années 1930 et plus tard aux Etats-Unis où il est mort.

## Processus de désintégration radioactive
Au Laboratoire Physique de Palmer à l'Université de Princeton de 1926–28, il découvrit, avec Edward Condon et indépendamment de George Gamow, la désintégration alpha par effet tunnel (quantique). Au début des années 1900, les matières radioactives étaient connues pour avoir des taux de désintégration exponentielle avec des demi-vies caractéristiques, les émissions de rayonnement étaient également connues pour avoir certaines énergies caractéristiques. En 1928, Gamow avait déjà résolu la théorie de la désintégration alpha d'un noyau via un tunnel quantique, mais c'est indépendamment que le problème fut de nouveau résolu par Gurney et Condon , ,  [Gurney et Condon n'ont cependant pas produit les résultats quantitatifs obtenus par Gamow dans son travail].

## Livres
- Mécanique quantique élémentaire, Cambridge [Eng. ] The University Press, 1934[6].
- Introduction à la mécanique statistique, New York, McGraw-Hill Book Co., 1949.
- Processus électroniques dans les cristaux ioniques (1940, physique; avec NF Mott ) [7]